# Кинеограф
Кинеограф  (енгл. Flip-book, фр. folioscope) је књижица са по једним фазним цртежом на свакој страни, код које се илузија покрета добија брзим листањем страница. Ова књижица омогућава мануелну анимацију, којом се најједноставнијим физичким и оптичким захватима извесни материјал покреће пред нашим очима. На кинеографу имамо руком осликане фазе, где стварамо ручну пројекцију и свака књижица - кинеограф је уникат.
Ову и данас популарну књижицу измислио је 1868. године Џон Барнс Линет (енгл. John Barnes Linnett) и дао јој је назив кинеограф. На енглеском језику ова мануелна анимација се назива флип-бук (енгл. flip-book) а французи је називају фолиоскоп (фр. folioscope, или feuilletoscope).
Двадесет и шест година касније, 1894. године, Складановски је представио кинеограф или флип-бук с фотографијама, а исте године Херман Каслер (енгл. Herman Casler) је овој књижици дао механичке елементе и направио уређај под називом мутоскоп.

## Оптички уређаји
- Тауматроп
- Фенакистоскоп
- Стробоскоп
- зоотроп или зоетроп
- Фантаскоп
- Праксиноскоп
- Зоопраксископ
- Кинеограф
- Кинора
- Филоскоп
- Мутоскоп